# Iron Man (Black Sabbath)
Iron Man è un singolo del gruppo musicale britannico Black Sabbath, pubblicato nel 1971 come estratto dall'album in studio Paranoid.
Composta dall'intero gruppo, si tratta di uno dei brani più noti del gruppo e ha ottenuto nel tempo diversi riconoscimenti, tra cui l'inserimento da parte del programma musicale "VH1" al 1º posto nella classifica delle 40 migliori canzoni heavy metal di tutti i tempi, la vittoria ai Grammy Awards 1999 nella categoria Miglior canzone metal e l'inserimento al 317º posto nella lista delle 500 migliori canzoni secondo Rolling Stone.
Il brano è stato inoltre oggetto di cover da parte di diversi gruppi, tra cui i NOFX, Spock's Beard e i Metallica, che hanno proposto la loro interpretazione in occasione dell'ammissione dei Black Sabbath alla Rock & Roll Hall of Fame.

## Descrizione
Contrariamente a quanto si possa pensare, il brano Iron Man non riprende le vicende del leggendario supereroe dei fumetti Marvel, ma vanta invece una propria storia. L'Uomo di Ferro citato nella canzone (di cui non viene specificato né il nome né il minimo altro dettaglio) ha intrapreso un viaggio verso il futuro, ma una volta arrivato vede che l'umanità verrà spazzata via da una grande catastrofe. Sapendo perciò cosa accadrà decide di tornare alla sua epoca per avvertire in tempo l'umanità, ma durante il viaggio di ritorno, a causa di un incidente, viene pericolosamente esposto ad un campo magnetico che attraverso una mutazione genetica ha trasformato la sua pelle in acciaio. Il viaggio viene completato, ma "Iron Man" è stato reso muto dalla sua trasformazione ed è incapace di comunicare verbalmente il disastro imminente, inoltre i suoi tentativi di comunicare vengono derisi e ignorati dalla stupidità e dall'ignoranza della popolazione terrestre. Non potendo sopportare tutto ciò, ed in un certo senso costretto dal caso, "Iron Man" vuole vendicarsi dell'umanità che lo ha già troppo deriso ed è così che decide di armarsi e di approfittare dei suoi poteri acquisiti per distruggerla. Si rende così conto che la distruzione che aveva visto durante il suo viaggio nel tempo è stata causata proprio da lui stesso che ha voluto vendicarsi della razza umana.
Musicalmente, il brano presenta un ritmo lento e cadenzato con melodie di chitarra ruvide e toni bassi: caratteristiche, queste, che verranno riprese molti anni più tardi per forgiare e sviluppare nuovi stili musicali come il doom metal e lo stoner rock, dei quali Iron Man può venir considerato in questo senso un predecessore assieme ad altri pezzi storici della discografia dei Black Sabbath. Non a caso essi figurano tra i maggiori ispiratori di entrambi i generi.

## Tracce
Lato A
1. Iron Man – 3:33

Lato B
1. Electric Funeral

## Formazione
- Ozzy Osbourne - voce
- Tony Iommi - chitarra
- Geezer Butler - basso
- Bill Ward - batteria

## Classifiche
| Classifica (1972) | Posizione massima |
| ----------------- | ----------------- |
| Stati Uniti       | 52                |

## Riconoscimenti
| Pubblicazione | Paese                  | Riconoscimento                     | Anno | Posizione |
| ------------- | ---------------------- | ---------------------------------- | ---- | --------- |
| Rolling Stone | Stati Uniti (bandiera) | The 500 Greatest Songs of All Time | 2004 | 317       |
| VH1           | Stati Uniti (bandiera) | 40 Greatest Metal Song             | 2006 | 1         |

## Curiosità
- L'effetto sulla voce di Ozzy mentre pronuncia le parole "I am Iron Man" a inizio brano è stato realizzato parlando davanti a un ventilatore.
- Nonostante la canzone non abbia alcun collegamento con l'omonimo supereroe, in maniera abbastanza spettacolare sono state inserite alcune sezioni del brano nella colonna sonora del film Iron Man del 2008, (precisamente nella scena finale in 3D trasmessa prima dei titoli di coda), e nel trailer dello stesso film. Inoltre, Tony Stark (Iron Man) indossa una maglietta dei Black Sabbath durante alcune scene del film The Avengers del 2012.
- Il rapper Busta Rhymes usò le basi della canzone per il suo singolo This Means War!!, con lo stesso Ozzy Osbourne come guest vocalist.
- Iron Man è stata reinterpretata anche dagli svedesi Cardigans, per l'album First Band on the Moon.
- Il brano è presente anche nel film Lords of Dogtown durante la prima gara di skateboard
- Il brano è presente in una scena del film Detroit Rock City.
- Il brano è presente anche in un episodio di Futurama (Il gioco del se fossi, nella scena in cui Bender B. Rodríguez è un robot gigante e vola verso la Terra).
- Il brano si sente brevemente anche nel film School of Rock. In una scena Jack Black suona il famoso riff della canzone.